# Górka (Motycze Szlacheckie)
Górka – część wsi Motycze Szlacheckie położona w Polsce,  w województwie podkarpackim, w powiecie stalowowolskim, w gminie Zaleszany.
W latach 1975–1998 Górka należała administracyjnie do województwa tarnobrzeskiego.